# Svetovno prvenstvo v motociklizmu sezona 1993
Svetovno prvenstvo v motociklizmu sezona 1993 je bila petinštirideseta sezona Svetovnega prvenstva v motociklizmu.

## Velike nagrade
| Št | Velika nagrada | Dirkališče     | Zmagovalec - 125  | Zmagovalec - 250     | Zmagovalec - 500 | Poročilo |
| 1  | Avstralija     | Eastern Creek  | Dirk Raudies      | Tetsuya Harada\|     | Kevin Schwantz   | Poročilo |
| 2  | Malezija       | Shah Alam      | Dirk Raudies      | Nobuatsu Aoki        | Wayne Rainey     | Poročilo |
| 3  | Japonska       | Suzuka         | Dirk Raudies      | Tetsuya Harada       | Wayne Rainey     | Poročilo |
| 4  | Španija        | Jerez          | Kazuto Sakata     | Tetsuya Harada       | Kevin Schwantz   | Poročilo |
| 5  | Avstrija       | Salzburgring   | Takeshi Tsujimura | Doriano Romboni      | Kevin Schwantz   | Poročilo |
| 6  | Nemčija        | Hockenheimring | Dirk Raudies      | Doriano Romboni      | Daryl Beattie    | Poročilo |
| 7  | Nizozemska     | Assen          | Dirk Raudies      | Loris Capirossi      | Kevin Schwantz   | Poročilo |
| 8  | Evropa         | Catalunya      | Noboru Ueda       | Max Biaggi           | Wayne Rainey     | Poročilo |
| 9  | San Marino     | Mugello        | Dirk Raudies      | Loris Capirossi      | Mick Doohan      | Poročilo |
| 10 | V. Britanija   | Donington      | Dirk Raudies      | Jean-Philippe Ruggia | Luca Cadalora    | Poročilo |
| 11 | Češka          | Brno           | Kazuto Sakata     | Loris Reggiani       | Wayne Rainey     | Poročilo |
| 12 | Italija        | Misano         | Dirk Raudies      | Jean-Philippe Ruggia | Luca Cadalora    | Poročilo |
| 13 | ZDA            | Laguna Seca    | Dirk Raudies      | Loris Capirossi      | John Kocinski    | Poročilo |
| 14 | FIM            | Jarama         | Ralf Waldmann     | Tetsuya Harada       | Alex Barros      | Poročilo |

## Dirkaško prvenstvo

### Razred 500 cm3
| Mesto | Dirkač          | Št | Država          | Moštvo              | Točke | Zmage |
| ----- | --------------- | -- | --------------- | ------------------- | ----- | ----- |
| 1     | Kevin Schwantz  | 34 | ZDA             | Lucky Strike-Suzuki | 248   | 4     |
| 2     | Wayne Rainey    | 1  | ZDA             | Marlboro-Yamaha     | 214   | 4     |
| 3     | Daryl Beattie   | 4  | Avstralija      | Rothmans-Honda      | 176   | 1     |
| 4     | Michael Doohan  | 2  | Avstralija      | Rothmans-Honda      | 156   | 1     |
| 5     | Luca Cadalora   | 10 | Italija         | Marlboro-Yamaha     | 145   | 2     |
| 6     | Alex Barros     | 9  | Brazilija       | Lucky Strike-Suzuki | 125   | 1     |
| 7     | Shinichi Itoh   | 6  | Japonska        | Rothmans-Honda      | 119   | 0     |
| 8     | Alex Criville   | 8  | Španija         | Campsa-Honda        | 118   | 0     |
| 9     | Niall Mackenzie | 11 | Zdr. kraljestvo | Valvoline-Yamaha    | 103   | 0     |
| 10    | Doug Chandler   | 10 | ZDA             | Cagiva              | 83    | 0     |

### Razred 250 cm3
| Mesto | Dirkač               | Št | Država   | Moštvo  | Točke | Zmage |
| ----- | -------------------- | -- | -------- | ------- | ----- | ----- |
| 1     | Tetsuya Harada       |    | Japonska | Yamaha  | 197   | 4     |
| 2     | Loris Capirossi      |    | Italija  | Honda   | 193   | 3     |
| 3     | Loris Reggiani       | 2  | Italija  | Aprilia | 158   | 1     |
| 4     | Max Biaggi           | 5  | Italija  | Honda   | 142   | 1     |
| 5     | Doriano Romboni      | 10 | Italija  | Honda   | 139   | 2     |
| 6     | Jean-Philippe Ruggia |    | Francija | Aprilia | 129   | 2     |
| 7     | Helmut Bradl         | 4  | Nemčija  | Honda   | 126   | 0     |
| 8     | Tadayuki Okada       |    | Japonska | Honda   | 120   | 0     |
| 9     | Alberto Puig         | 6  | Španija  | Honda   | 106   | 0     |
| 10    | Pier-Francesco Chili | 3  | Italija  | Yamaha  | 106   | 0     |

### Razred 125 cm3
| Mesto | Dirkač              | Št | Država   | Moštvo  | Točke | Zmage |
| ----- | ------------------- | -- | -------- | ------- | ----- | ----- |
| 1     | Dirk Raudies        | 6  | Nemčija  | Honda   | 280   | 9     |
| 2     | Kazuto Sakata       |    | Japonska | Honda   | 266   | 2     |
| 3     | Takeshi Tsujimura   | 3  | Japonska | Honda   | 177   | 1     |
| 4     | Ralf Waldmann       | 3  | Nemčija  | Aprilia | 160   | 1     |
| 5     | Noboru Ueda         | 9  | Japonska | Honda   | 129   | 1     |
| 6     | Akira Saito         |    | Japonska | Honda   | 117   | 0     |
| 7     | Olivier Petrucciani |    | Švica    | Aprilia | 82    | 0     |
| 8     | Jorge Martinez      | 7  | Španija  | Honda   | 74    | 0     |
| 9     | Herri Torrontegui   | 7  | Španija  | Aprilia | 65    | 0     |
| 10    | Peter Öttl          |    | Nemčija  | Aprilia | 64    | 0     |